# Colpocraspeda elegans
Colpocraspeda elegans är en fjärilsart som beskrevs av W. Warren 1907. Colpocraspeda elegans ingår i släktet Colpocraspeda och familjen mätare. Inga underarter finns listade i Catalogue of Life.